# Saaba
Saaba è un dipartimento del Burkina Faso classificato come comune, situato nella Provincia  di Kadiogo, facente parte della Regione del Centro.
Il dipartimento si compone del capoluogo e di altri 22 villaggi: Badnogo 1, Badnogo 2, Barogo, Boassome, Boudtenga, Boudtenga Peulh, Gampela, Goghin, Gonse, Koala, Komkaga, Kouanda, Kouidi, Manegsombo, Nakomestinga Peulh, Nioko I, Nong-Warbin, Seloghin, Samandin-Bilbalgo, Tanghin, Tanlarghin e Tansobentinga. 	